# Cyathea harrisii
Cyathea harrisii là một loài dương xỉ trong họ Cyatheaceae. Loài này được Underw. ex Maxon mô tả khoa học đầu tiên năm 1909.
Danh pháp khoa học của loài này chưa được làm sáng tỏ. 